# Паламарчук Дмитро Вадимович
Дмитро Вадимович Паламарчук (рос. Паламарчук Дмитрий Вадимович; нар. 22 березня 1984, Ленінград, СРСР) — російський актор театру та кіно.

## Життєпис
Народився Дмитро Паламарчук 22 березня 1984 року в Ленінграді (тепер Санкт-Петербург). У 2006 році закінчив Санкт-Петербурзьку державну академію театрального мистецтва (майстерня професора В.М.Фільштінского). У 2006 році прийнято в змінний склад трупи Олександринського театру. На Олександринській сцені дебютував у виставі «Едіп-цар» Софокла (режисер Теодорос Терзопулос, 2006), де зіграв учасника античного хору фіванців. Зіграв роль чиновника у виставі «Двійник» (режисер В. Фокін). Співпрацює з театром «На Ливарному» і «Балтійський Дім». Театральну популярність здобув після вистав «Лерка» за роль наркомана Славіка та Фандоріна у виставі «Левіафан». Активно знімається в кіно. У 2015 році за роль «Точ» (серіал «Чужий») висунутий на здобуття Національної Премії в галузі кінематографії «Золотий орел» за 2015 рік у номінації «Найкраща чоловіча роль на телебаченні».

## Доробок

### Театральні роботи
Навчальні та дипломні вистави
- Ромео — «Ромео і Джульєтта. Етюди про любов і ненависть» Шекспіра (реж. В.Фільштінскій);
- Солдат — «До побачення, хлопчики ...» Б. Окуджави (реж. В.Фільштінскій і А.Прикотенко);
- Поштмейстер — «Пролітаючи над богоугодним закладом» за п'єсою М. Гоголя «Ревізор» (реж. А.Прикотенко).

Вистави
- Чиновник — «Двійник» (режисер В. Фокін)
- Славік — «Лерка»
- Фандорін — «Левіафан»

### Фільмографія
| Рік       | Фільм                             | Роль                                                    |
| --------- | --------------------------------- | ------------------------------------------------------- |
| 2021      | «Архіпелаг»                       | Олександр Васильєв, вчений                              |
| 2019      | «Союз Порятунку»                  | Василь Микулин                                          |
| 2019      | «Три бажання»                     | Сергій (головна роль)                                   |
| 2019      | «Тінь за спиною»                  | Костенко                                                |
| 2019      | «Матрьошка»                       | Волохов (головна роль)                                  |
| 2019      | «Зникла»                          | Дмитро Бєлов                                            |
| 2019      | «Підсудний»                       | Андрій Климов (головна роль)                            |
| 2018      | «Реалізація»                      | Андрій Красавец (головна роль)                          |
| 2018      | «Веселка життя»                   | Андрій                                                  |
| 2018      | «У полоні в брехні»               | Олексій Копилов                                         |
| 2017-2018 | «Невський. Перевірка на міцність» | Олексій Фомін «Фома» (головна роль)                     |
| 2016      | «Остання стаття журналіста»       | Олег Вєрховцев (головна роль)                           |
| 2016      | «Стратити не можна помилувати»    | Лаптєв (головна роль)                                   |
| 2016      | «Міліцейська сага»                | Михайло Офіцерів (головна роль)                         |
| 2015      | «Профіль вбивці-2»                | Крістіан Ліхтаревскій «Вампір»                          |
| 2015      | «Один день, одна ніч»             | Артем Гудков, журналіст                                 |
| 2014-2016 | «Така робота»                     | Дмитро Філіппов, «Філ», капітан поліції, (головна роль) |
| 2014-2015 | «Невський»                        | Олексій Фомін, «Фома», (головна роль)                   |
| 2014      | «Ленінград 46»                    | Анатолій Немезов, капітан міліції                       |
| 2013-2014 | «Чужий»                           | Каштанов (Точ)                                          |
| 2013      | «Ковбої»                          | Юріс                                                    |
| 2013      | «Ливарний» (8-й сезон)            | Колян                                                   |
| 2013      | «Розшуковець»                     | Найдьонов, журналіст                                    |
| 2013      | «Державний захист-3»              | Гоблін                                                  |
| 2012      | «Шеф-2»                           | Геворкян                                                |
| 2012      | «Вулиці розбитих ліхтарів-12»     | Олег Смирнов                                            |
| 2012      | «ППС-2»                           | Понирєв                                                 |
| 2011      | «Годинники любові»                | Денис Пономарьов, молодий мільйонер                     |
| 2011      | «Пристави»                        | Олексій                                                 |
| 2011      | «Зброя»                           | Олег (головна роль)                                     |
| 2011      | «Дорожній патруль-11»             | Микита Бойко                                            |
| 2010-2011 | «П'ята група крові»               | Юрій Сабіров (головна роль)                             |
| 2010      | «Майже весна» (короткометражний)  |                                                         |
| 2010      | «Підсадний»                       | Тихонов                                                 |
| 2010      | «Клеймо»                          | Яків Шведов                                             |
| 2010      | «Питання честі»                   | Ковтун                                                  |
| 2009-2010 | «Слово жінці»                     | Григорій Жуков                                          |
| 2008      | «Не народжуйся красивим»          | Роберт Петрович Фріскін / Броня (головна роль)          |
| 2008      | «Гра»                             | Сергій Воронін                                          |
| 2008      | «Ера Стрільця-2»                  | Тимур Лазарук                                           |
| 2007      | «Гончаки»                         | Віталік, однокурсник Мурин                              |
| 2006      | «Ненормальна»                     | епізод                                                  |
| 2006      | «Ментовські війни-3»              | Андрій Чегадаев («Че»), студент-антифашист              |
| 2005      | «Зворушені»                       | Кирило (головна роль)                                   |
| 2004      | «Вулиці розбитих ліхтарів-6»      | Сергій Панченко                                         |
| 2004      | «Своє чуже життя»                 |                                                         |

### Дублювання
- 2011 «Якось у казці»
- 2012 «Хмарний атлас»